# Simen Holand Pettersen
Simen Holand Pettersen (Tønsberg, 8 de abril de 1998) es un jugador de balonmano noruego que juega de lateral izquierdo en el Skjern HB. Es internacional con la selección de balonmano de Noruega.

## Palmarés

### Elverum
- Liga de Noruega de balonmano (3): 2020, 2021, 2022

## Clubes
| Club                      | País      | Año         |
| ------------------------- | --------- | ----------- |
| Sandefjord TIF            | Noruega   | 2016 - 2018 |
| Elverum Håndball          | Noruega   | 2018 - 2022 |
| US Ivry Handball (cedido) | Francia   | 2021        |
| Skjern HB                 | Dinamarca | 2022 - 2024 |
| Chambéry Savoie Handball  | Francia   | 2024 - Act. |